# Arpaise
Arpaise község (comune) Olaszország Campania régiójában, Benevento megyében.

## Fekvése
A megye részén fekszik, 50 km-re északkeletre Nápolytól, 11 km-re délre a megyeszékhelytől. Határai: Altavilla Irpina, Ceppaloni, Pietrastornina és Roccabascerana.

## Története
A település neve valószínűleg a spanyol Alpais megnevezésből származik, amelyet a Nápolyi Királyság spanyol fennhatósága idején kapott. A község legrégebbi része (frazione) Terranova, amelynek első írásos említése 1181-ből származik. A 12–13. századok során a Fossaceca nemesi család birtoka volt. Ebben az időszakban épültek fel a település falai és bástyái, amelynek romjai napjainkban is láthatók. A 15–16. században az Orsini-család szerezte meg a település feletti hűbéri jogokat, majd 1630-tól a Capone e Romagnoli család. A 19. században nyerte el önállóságát, amikor a Nápolyi Királyságban felszámolták a feudalizmust.

## Népessége
A népesség számának alakulása:

## Főbb látnivalói
- Beata Vergine Maria-templom
- SS. Cosma e Damiano-templom